# 동장
동장(董璋, ? ~ 932년 6월 10일)은 오대 십국 시대 후량 ~ 후당의 군인이다. 후량 멸망 후 후당에 투항하고 난 이후로, 후당의 개국황제 이존욱(장종)과 그의 추밀사 곽숭도 두 사람에게서 총애를 받는 장군이 되어, 곽숭도의 전촉 원정 후 곽숭도가 동장을 검남동천(劍南東川, 본부는 지금의 사천성 면양시에 두었다)절도사로 임명하는 계기가 되었다. 이 때문에, 장종이 몰락하고 그의 뒤를 이어 그의 양형 이사원이 즉위한 이후에는(명종), 명종의 추밀사 안중회가 동장과 인근 번진(藩鎭)의 검남서천(劍南西川, 본부는 지금의 사천성 성도시에 두었다)절도사 맹지상 두 사람을 의심하기 시작하였다. 동장과 맹지상은 명종에 맞서 함께 반란을 일으켰고, 조정에서는 결국 화해의 자세로 이행해야만 했던 성공적인 군사활동이었다. 하지만 동장은, 자신의 아들 동광업(董光業)과 가족들이 몰살당하자 조정의 제의를 거절하였고, 맹지상이 조정과 화해로 이행하자 맹지상에 대한 공격을 개시하였다. 맹지상은 그를 격파하였고, 그는 후에 자신의 부하들에게 죽임을 당했다.

## 출전, 주해 및 참고 자료
1. ↑  《자치통감》, 권277.
2. ↑  대만 중앙연구원 중국력(中國曆) ↔ 서력(西曆) 변환기

- 《구오대사》, 권62.
- 《신오대사》, 권51.
- 《자치통감》, 권272・273・274・275・276・277.